# Witstuitstruikvliegenvanger
De witstuitstruikvliegenvanger (Peneothello bimaculata) is een zangvogel uit de familie Petroicidae (Australische vliegenvangers).

## Verspreiding en leefgebied
Deze soort is endemisch in Nieuw-Guinea en telt twee ondersoorten:
- P. b. bimaculata: Japen (nabij noordwestelijk Nieuw-Guinea) en de zuidelijke hellingen van westelijk, centraal en zuidoostelijk Nieuw-Guinea.
- P. b. vicaria: van noordoostelijk Nieuw-Guinea tot de noordelijke hellingen van zuidoostelijk Nieuw-Guinea.

## Status
De grootte van de populatie is niet gekwantificeerd maar de soort wordt omschreven als doorgaans schaars maar soms plaatselijk algemeen. Op de Rode lijst van de IUCN heeft deze soort de status niet bedreigd.